# Asparagus chimanimanensis
Asparagus chimanimanensis är en sparrisväxtart som beskrevs av Sebsebe Demissew. Asparagus chimanimanensis ingår i släktet sparrisar, och familjen sparrisväxter. Inga underarter finns listade i Catalogue of Life.